# Graham Sutherland
Graham Sutherland (24 de agosto de 1903 – 17 de fevereiro de 1980) foi um pintor e artista inglês, notável por seu trabalho em vidro, tecidos, gravuras e retratos. Cultivou em particular a paisagem e a pintura religiosa.

## Biografia
A gravura, principalmente de paisagens românticas, dominou o trabalho de Sutherland durante a década de 1920. Ele desenvolveu a sua arte trabalhando em aguarela antes de passar a usar óleo na década de 1940. Uma série de pinturas a óleo surreais representando a paisagem de Pembrokeshire garantiu a sua reputação como um importante artista moderno britânico. Ele serviu como artista oficial de guerra na Segunda Guerra Mundial, pintando cenas industriais a frente doméstica britânica. Após a guerra, Sutherland abraçou a pintura figurativa, começando com a sua célebre obra de 1946, A Crucificação. As pinturas subsequentes combinaram simbolismo religioso com motivos da natureza.
O estatudo de Sutherland na pintura britânica do pós-guerra fez com que fosse contratado para projectar a enorme tapeçaria central da nova Catedral de Coventry, Cristo em Glória no Tetramorfo. Uma série de encomendas de retratos na década de 1950 revelaram-se altamente controversas. Winston Churchill não gostou do retrato dele feito por Sutherland e, posteriormente, Lady Spencer-Churchill destruiu-a.
Durante a sua carreira, Sutherland leccionou em várias faculdades de arte, principalmente na Chelsea School of Art e no Goldsmiths College, onde foi aluno. Em 1955, Sutherland e a sua esposa compraram uma propriedade perto de Nice, em França. Viver no estrangeiro levou a um certo declínio do seu estatudo na Grã-Bretanha. No entanto, uma visita a Pembrokeshire em 1967, a sua primeira viagem depois de quase vinte anos, levou a uma renovação criativa que de alguma forma contribuiu para restaurar a sua reputação como um dos mais importantes artistas britânicos.
A 27 de abril de 1993, foi agraciado, a título póstumo, com a Medalha da Ordem do Mérito, de Portugal.